# Årdalstangen
Årdalstangen är en tätort och kyrkby som utgör centralort i Årdals kommun i Vestland fylke i västra Norge. Orten ligger där fylkesväg 53 möter fylkesväg 5633, längst inne vid Årdalsfjorden. Här finns Årdals kyrka.

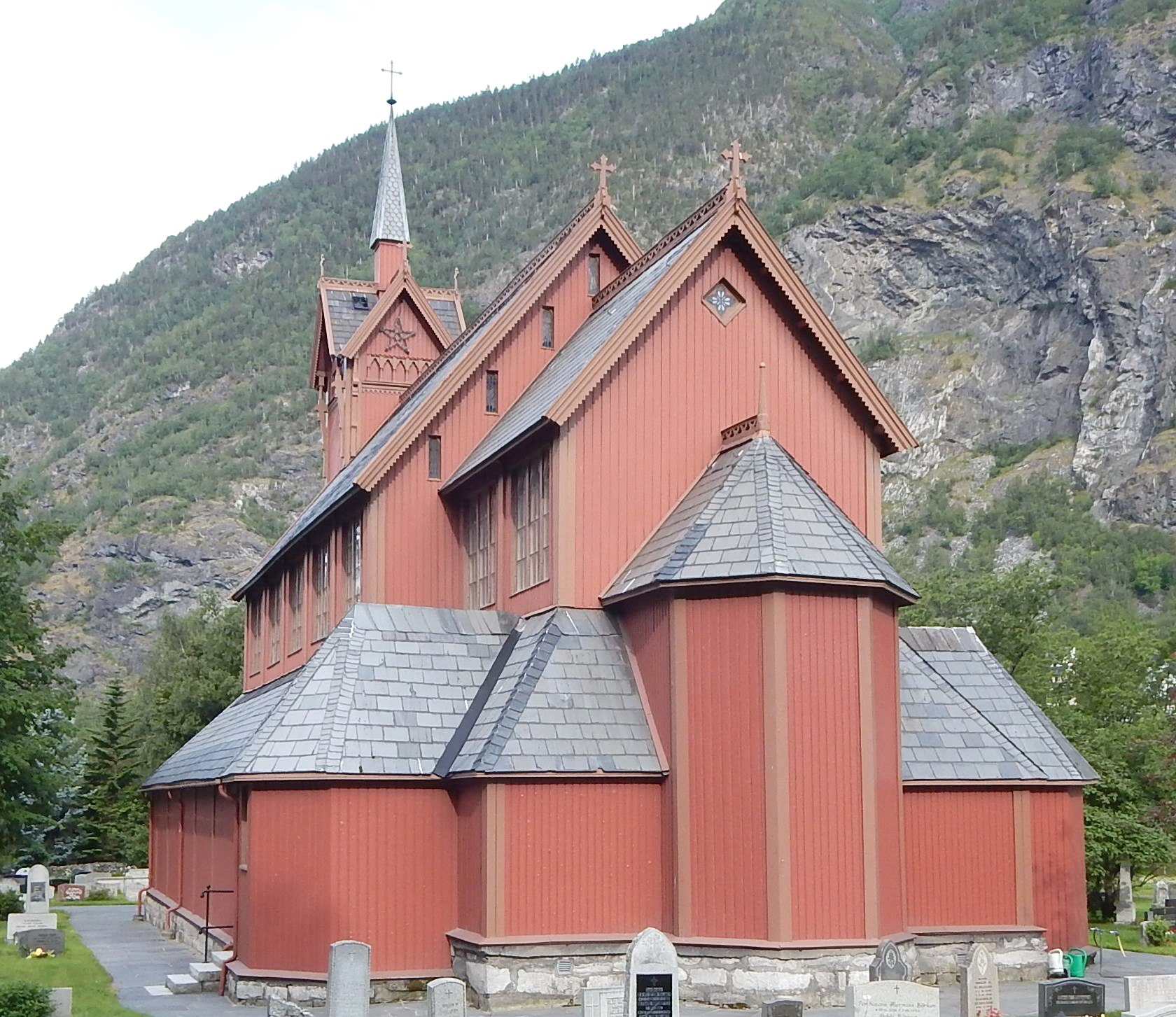
Årdals kyrka.